# Jesús Greus
Œuvres principales
- Laberinto de aljarafes, Cuentos morunos, 2008
- De soledades y desiertos (2001)
- Así vivían en al-Andalus (1988)
- Junto al mar Amargo (1992)
- Ziryab (1987)

Jesús Greus, né à Madrid en juillet 1954, est un écrivain et musicien espagnol.

## Biographie
Jesús Greus naît à Madrid en juillet 1954. Avocat de formation, son père exerce dans le secteur de l'immobilier tout en gérant une exploitation agricole en Estrémadure tandis que sa mère se consacre à des causes philanthropiques, notamment la lutte contre le cancer et l'aide aux congrégations de religieuses. Ses parents s'attachent à développer son goût pour la culture. Après avoir obtenu son baccalauréat, il quitte l'Espagne pour Londres où il obtient un diplôme de langue et de culture anglaise au Chartered Institute of Linguists.
Durant les années 1970, il est rédacteur d'une revue trimestrielle consacrée à l'étude des philosophies orientales. Membre d'une association internationale de yoga, il y exerce comme professeur, ce qui l'amène à voyager dans de nombreux pays, notamment aux États-Unis et en Inde. 
Dans les années 1980, formé à la pratique du tabla (instrument de percussion indien), il participe en tant que musicien à divers groupes expérimentaux orientés vers la fusion des musiques du monde. Un disque, Oriente-Occidente, témoigne notamment de ce travail. Il fait également fait partie d’un orchestre de musique ancienne l'Atrium Musicae de Madrid, qui donne de nombreux concerts à travers le monde. 
Il a exercé en tant que traducteur pour des éditeurs madrilènes, collaboré à des revues ou périodiques parmi lesquels, ABC, El Dia del Mundo, Diario 16, participe à divers magazines numériques et anime un blog personnel : Espejismos.
Il intervient comme conférencier dans divers pays et en particulier au Maroc où il a choisi de s'installer en 2001 . Il y a été directeur culturel de l'Institut Cervantes à Marrakech. Il a aussi publié dans Libération du Maroc et appartient à diverses fondations culturelles. Aujourd'hui il réside entre La Havane, Marrakech, Madrid et Majorque.
Il a publié des romans, des nouvelles, du théâtre et il est l'auteur de deux scénarios. 
Sa formation musicale et l'intérêt qu'il porte à l'histoire et au métissage des cultures lui ont inspiré la biographie de Ziryab, musicien arabe qui, au IXe siècle, a établi les fondements de la musique arabo-andalouse. Édité en 1987 chez Swann à Madrid, Ziriab est repris en français par les éditions Phébus en 1993.

## Publications
- Laberinto de aljarafes, Cuentos morunos, nouvelles, Sirpus, 2008
- Ziryab, biographie romancée, Swan,1987 pour l'édition espagnole, Éditions Phébus, 1993 pour l'édition française [3]
- Junto al mar Amargo,roman, Hakeldama, 1992. L'histoire se passe à Majorque et relate la vie amère d'un artisan horloger, très pauvre, dans un village près de la mer.
- Así vivían en al-Andalus, Anaya, 1988. Petit ouvrage historique sur les mœurs et la culture andalouse, le livre est fréquemment utilisé dans les écoles et universités espagnoles.
- Claro de Luna, œuvre poétique de jeunesse, Madrid, 1973
- De soledades y desiertos, théâtre, La Avispa, 2001. L'action est située dans le sud marocain, au Sahara. Traduite en arabe dialectal.
- Rebuscar entre las nubes. Anécdotas, tormentos y manías de los grandes escritores. Huerga & Fierro Editores, 2015. Essai littéraire.
- Aquella noche en el mar de las Indias. Editorial Stella Maris, 2015. Roman. Biographie du pirate français Frédéric Misson et du dominique italien Caraccioli, qui finissaient par fonder une république à Madagascar au début du XVIIIe siècle.
- Solo una sombra. Editorial Adarve, 2018. Roman.
- Dictionnaire espagnol-arabe marocain. Bubok Editorial. 2019.
- Luces de La Habana. Nouvelles. Europa Ediciones. 2019.
- El enigma de Abravanel. Roman. Editorial Nazari. 2020
- Los 101 vericuetos de Marrakech. Peripecias de un expatriado". Mémoires. Editorial Nazarí. 2021